# Dušan Vasiljević
Pour les articles homonymes, voir Vasiljević.
Dušan Vasiljević, né le 7 mai 1982 à Belgrade en Serbie, est un footballeur serbe évoluant au poste de milieu offensif.

## Carrière
En décembre 2007, il signe un contrat de 3 ans avec le FC Energie Cottbus. Il est la deuxième recrue du club, lors du mercato hivernal, après Ivan Radeljić.

## Clubs
- 2002-2003 :  FK Mogren
- 2003-2004 :  FK Radnički Obrenovac
- 2004-2005 :  Békéscsaba EFC
- 2005-déc. 2007 :  Kaposvári Rákóczi FC
- déc. 2007-2009 :  Energie Cottbus
- 2009-jan. 2010 :  SK Slavia Prague
- jan. 2010-2010 :  Újpest FC
- 2010-fév. 2012 :  Videoton FC
- fév. 2012-2015 :  Újpest FC
- depuis 2015 :  Budapest Honved FC

## Palmarès
- Coupe de Hongrie : 2014
- Championnat de Hongrie : 2017